# Uncinia tenuifolia
Uncinia tenuifolia là một loài thực vật thuộc họ Cyperaceae. Đây là loài đặc hữu của Ecuador. Môi trường sống tự nhiên của chúng là vùng cây bụi khô khu vực nhiệt đới hoặc cận nhiệt đới.